# Garnizony Armii Radzieckiej na terytorium Polski
Garnizony Armii Radzieckiej – garnizony na terytorium Polski zajmowane przez jednostki wojskowe Północnej Grupy Wojsk Armii Radzieckiej w latach 1945–1993.

## Lokalizacje
Garnizony PGW AR rozlokowane były głównie w Polsce zachodniej, na tzw. Ziemiach Odzyskanych, które traktowane były przez Związek Radziecki, w szczególności w pierwszych latach po 1945, jako w części mu podległe, ze względu na ich przyłączenie do Polski po zdobyciu ich przez Armię Czerwoną. Bliskość granicy z Niemcami powodowała również, że koncentracja wojsk radzieckich miała tam uwarunkowania strategiczne.
Poniższa lista miejscowości, w których stacjonowały jednostki Armii Radzieckiej na terenie Polski, jest dalekim od kompletności zestawieniem na podstawie różnych, często nie do końca wiarygodnych, źródeł.

### Bagicz
- 871. Sewastopolski pułk lotnictwa myśliwskiego[1]
- 55 samodzielny pułk śmigłowców[2]
- 97 batalion kierowania
- samodzielny batalion zabezpieczenia technicznego
- samodzielny batalion łączności zabezpieczenia r/technicznego
- 5 samodzielny klucz holowniczy,
- lotnisko operacyjne[2]
- baza paliwowa[2] i składy amunicji

### Białogard
- jednostki 83 Brygady  Desantowo-Szturmowej, (wycofana w 1990 r.)
- 293. Gwardyjski pułk artylerii samobieżnej,
- 669 samodzielny dywizjon rakietowy[2]
- 465 samodzielny dywizjon artylerii przeciwpancernej[2]
- 125 samodzielny batalion rozpoznawczy[2]
- 663 składnica sprzętu pancernego[2]
- 650 samodzielny batalion remontowy,
- 86 batalion r/techniczny
- 1995 batalion WRE
- szpital

### Bolesławiec
- Muzeum Michaiła Kutuzowa w Bolesławcu

### Borne Sulinowo
- 6 Witebsko-Nowogródzka Gwardyjska Dywizja Zmechanizowana, dowództwo i sztab,
  - 16 gwardyjski pułk zmechanizowany[3]
  - 152 pułk zmechanizowany[2]
  - 252 gwardyjski Stalingradzko-korsuński pułk zmechanizowany,
  - 80 pułk czołgów[3]
  - 90 samodzielny batalion czołgów[3]
  - 54 samodzielny batalion łączności[3]
  - 465 dywizjon artylerii przeciwpancernej[3]
  - 126 samodzielny batalion rozpoznawczy[3]
  - 71 samodzielny batalion remontowy[3]
  - 1083 samodzielny batalion zaopatrzenia[3]
  - 81 batalion medyczny[3]
  - 87 samodzielny batalion medyczny,
  - 94 samodzielny batalion obrony p/chemicznej,
- 1 Gwardyjska Brygada Rakietowa[3]
- 174 Polowa Ruchoma Baza Remontowa,
- 79 samodzielny oddział śmigłowców,
- 776 samodzielna kompania łączności,
- 36 samodzielna eskadra śmigłowców – do transportu głowic jądrowych ze składów Wisła

### Brochocin
- lotnisko zapasowe

### Brzeg
- 151 samodzielny pułk walki radioelektronicznej – wycofany w 80 latach
- 164 Kerczeński samodzielny pułk lotnictwa rozpoznawczego,
- 55 Sewastopolski samodzielny pułk śmigłowców – do 1.08.1989
- 871 Pomeranski (Pomorski) pułk lotnictwa myśliwskiego (przeniesiony w 1989 z Kołobrzegu-Bagicza),
- 635 samodzielny batalion technicznego zabezpieczenia lotniska,
- samodzielny batalion łączności i  zabezpieczenia r/technicznego,
- 455 samodzielna kompania łączności i zabezpieczenia r/technicznego,
- samodzielny batalion budowlany,
- szpital
- baza paliw
- polowa stacja łączności troposferycznej BARS

### Brzeźnica-Kolonia
- skład ładunków jądrowych

### Bukowiec
- posterunek łączności

### Burzykowo(Stargard)
- 362 samodzielny batalion łączności i zabezpieczenia r/technicznego,
- batalion zaopatrzenia,

(jednostki  podległa 239 DLM Kluczewo),

### Chocianów
- batalion łączności troposferycznej BARS
- Skład broni maszynowej

### Chojna
- 582. pułk lotnictwa myśliwskiego (myśliwce przechwytujące Su-27)
- 377 samodzielny batalion łączności i zabezpieczenia r/technicznego,
- 380 samodzielny batalion zabezpieczenia technicznego lotniska,
- samodzielny batalion dowodzenia,
- samodzielny dywizjon rakiet plot
- lotnisko operacyjne
- bazy, składy, stacje, paliw

### Czarna Tarnowska
- polowa stacja łączności troposferycznej BARS – stała w budowie

### Czeremcha
- posterunek inspekcyjny komunikacji wojskowej

### Dębica
- lotnisko zapasowe

### Duninów
- składy materiałów wybuchowych

### Jankowa Żagańska
- skład MPS

### Jawor
- 15 batalion samochodowy

### Karczmarka
- składy MPS

Skład amunicji jest położony około 2, 5 kilometra na wschód od miejscowości Trzebień, w lesie. Zajmował obszar liczący kilkadziesiąt hektarów. Prowadziła do niego jedna brama wjazdowa, dostać się tam można jedynie drogami gruntowymi. Podwójne ogrodzenia były pod napięciem, na zewnątrz świeciły latarnie ustawione wzdłuż całego obszaru bazy. Cały kompleks był ogrodzony wałami ziemnymi, służącymi do osłony. Pomiędzy poszczególnymi z wałów zlokalizowano m.in. budynek – magazyn sprzętu lub garaż na pojazdy. Dzisiaj jest on już znacznie zdewastowany. Nieco głębiej znajdują się magazyny amunicji. Są budynki z betonu, z rampami wyładunkowymi z przodu, po bokach schody wejściowe. Do środka wjeżdżało się przez wrota. Tam poprzez pochylnie amunicję zwożono na podłogę i tam składowano. Takich magazynów jest kilkanaście. Dotarcie do wszystkich jest niemożliwe, gdyż spora część obiektu stanowi teren prywatny. Ponadto kilka niewielkich krytych ziemią przypominających swoim wyglądem schrono-hangary pomieszczeń magazynowych ukrytych w gęstym lesie. Były to prawdopodobnie garaże na pojazdy z amunicją. Zamaskowane miały być niewidoczne z góry. Być może w przypadku ataku pojazdy ewakuowano z magazynów i przewożono do tych schronów. Jak wspomina maszynista, gdy do bazy podjeżdżała polska lokomotywa pod płot pod napięciem, odpinano od niej wagony, pod które podjeżdżała lokomotywa radziecka i wjeżdżała z nimi pod ziemię i tam była załadowywana amunicja itp.
Źródło: Z opowieści starszych mieszkańców
Były też składy paliw. W podziemnych zbiornikach zgromadzono strategiczną rezerwę podobno dla całej PGWR.
Trzebienia.

### Kęszyca Leśna
- 3 Samodzielna Warszawska Brygada Łączności Naczelnego Dowództwa
- Armijny Polowy Skład MPS
  - batalion rurociągów polowych,
- 389 batalion samodzielny batalion łączności troposferycznej,
- 451 samodzielny batalion łączności,
- 824 samodzielny batalion łączności dalekosiężnej,

### Kluczewo
- 239. Baranowicka Dywizja Lotnictwa Myśliwskiego
  - 159 pułk lotnictwa myśliwskiego
  - 347 samodzielny batalion łączności
  - samodzielny batalion dowodzenia,
  - samodzielny batalion technicznego zabezpieczenia lotniska,
- lotnisko operacyjne
- bazy, składy i stacje paliw

### Krzywa
- 3 pułk lotnictwa bombowego
- 164 pułk lotnictwa rozpoznawczego
- 25 samodzielna mieszana eskadra lotnictwa,
- 256 samodzielny batalion technicznego zabezpieczenia lotniska,
- samodzielny batalion łączności i zabezpieczenia r/technicznego,
- samodzielny dywizjon rakiet plot.
- lotnisko operacyjne.

### Kutno
- posterunek inspekcyjny komunikacji wojskowej.

### Lądek Zdrój
- sanatorium wojskowe.

### Legnica
- Główne Dowództwo Wojsk Kierunku Zachodniego (1984-1991)
- Dowództwo Północnej Grupy Wojsk Armii Radzieckiej (1984-1990 w Świdnicy)
- Prokuratura PGW,
- Sąd PGW,
- Biuro Pełnomocnika Rządu ZSRR do Spraw Pobytu Wojsk Radzieckich w Polsce,
- Dowództwo 4 Armii Lotniczej Rezerwy Najwyższego Naczelnego Dowództwa (skład Armii: 239. Baranowicka Dywizja Lotnictwa Myśliwskiego (Kluczewo), 149. Dywizja Lotnictwa Bombowego (Szprotawa) i 132 Sewastopolska Dywizja Lotnictwa Bombowego (Czerniachowsk – ZSRR, od 12.10.1989 w składzie Wojsk Lotniczych Sił Zbrojnych ZSRR).
  - 19 Łomżyński samodzielny pułk łączności i dowodzenia,
  - 325 pułk rakiet plot,
  - 688 Pułk Śmigłowców Transportowych (wycofany w 1989),
  - 314 samodzielna eskadra śmigłowców,
  - 19 Samodzielny Pułk Łączności
  - 137 samodzielny batalion łączności i zabezpieczenia r/technicznego,
  - 91 samodzielny batalion ochrony i zabezpieczenia,
  - 245 samodzielna mieszana eskadra lotnicza,
  - 25 mieszana eskadra śmigłowców,
  - 723 Polowe Stanowisko Remontowe,
- 134 Łomżyńska Brygada Łączności Naczelnego Dowództwa,
- 748 Składnica Sprzętu Łączności,
- 114 Brygada Rakiet Taktyczno Operacyjnych,
- 140 Brygada Rakiet Plotniczych,
- batalion 5 pułku pontonowego,
- 902 samodzielny batalion pontonowo-mostowy,
- 1308 samodzielny batalion pontonowo-mostowy,
- 587 samodzielny batalion łączności r/liniowej,
- 86 samodzielny batalion łączności r/liniowej,
- 137 samodzielny batalion łączności,
- 1955 samodzielny batalion walki radioelektronicznej,
- 91 Samodzielny Batalion Ochrony i Zaopatrzenia,
- 650 samodzielny batalion remontowo naprawczy,
- 284 Samodzielny Węzeł Łączności,
- 107 samodzielna kompania łączności i zabezpieczenia technicznego lotniska,
- 426 samodzielna kompania łączności,
- 350 samodzielna kompania łączności i zabezpieczenia technicznego,
- 663 Skład Sprzętu Pancernego,
- 748 Skład Sprzętu Łączności,
- 498 samodzielna elektrownia,
- 133 Laboratorium Techniczne Wojsk Lotniczych,
- 749 Składnica Topograficzna,
- Skład Techniki Lotniczej,
- 1277 Szpital Wojskowy,
- 707 Armijna Piekarnia Polowa,
- dwa szpitale.
- 15 batalion kolejowy (część),
- posterunek inspekcyjny Komunikacji Wojskowej PGW

### Lubin
- stacja łączności troposferycznej BARS

### Lubliniec
- grunty

### Łowicz
- 540 samodzielny batalion łączności 3 BŁD z Kęszycy Widok na Wikimapia
- 1610 samodzielny szkolny batalion łączności.

### Miłogostowice
- polowe stanowisko dowodzenia PGW
- składy materiałowe

### Nadarzyce
- lotnisko zapasowe (używane wspólnie z WP)
- poligon lotniczy (używany wspólnie z WP)

### Namysłów
- lotnisko zapasowe

### Nowa Sól
- szpital,

### Nowosolna
- Jednostka łączności troposferycznej.

Jednostka o stosunkowo małej powierzchni, ok. 2 hektarów znajdowała się w jednym z najwyżej położonych miejsc wokół Łodzi, dzisiejszego Parku Krajobrazowego Wzniesień Łódzkich. Załoga na początku lat 90. liczyła ok. 30 żołnierzy. Jednostka zajmowała się realizacją łączności troposferycznej pomiędzy bazami jednostek sowieckich na terenie kraju.  Na terenie jednostki znajdowały się 4 anteny zamocowane na wysokich masztach.  Około roku 1988 przybyły na miejsce anteny o innej charakterystyce pracy. Po kilku dniach ponad linie drzew wyrosły 4 maszty z czaszami. Zabudowania składały się z budynku koszar, budynku socjalnego, w którym znajdowała się stołówka, pokoju dowódcy, kuchni; garaż dla kilku dużych pojazdów i dobudowaną do niego sauną, budynku z agregatami (3 sztuki) zasilającymi urządzenia antenowe wraz z pomieszczeniami obsługi, magazyn paliw, a także zagroda, w której Rosjanie hodowali zwierzęta, aby polepszyć swoje warunki bytowe. Pojazdy, w które wyposażona była jednostka to ciężarówka URAL i samochód terenowy UAZ (stan na początek lat 90.). Zdjęcia lotnicze z lat 70. wskazują na znacznie większą liczbę żołnierzy w tym miejscu. Widoczne są także pojazdy z przyczepami, na których można dostrzec podstawowe anteny troposferyczne jakie wówczas były na wyposażeniu armii radzieckiej w wersji mobilnej.

### Oława
- 72 samodzielny batalion inżynieryjny,
- 885. składnica sprzętu inżynieryjnego
- 7 kompania budowy mostów – z 5 ppont z Wędrzyna
- Szkoła Młodszych Specjalistów Lotnictwa,
- lotnisko zapasowe

### Podborsko
- skład ładunków jądrowych

### Poznań
- Przedstawicielstwo Komunikacji Wojskowej Armii Radzieckiej przy Sztabie Generalnym WP

### Przemków
- lotniczy poligon bombowy,
- ośrodek rozpoznania radioelektronicznego.

### Raszówka
- 859 skład MPS.

### Rembertów(Warszawa)
- 20. Brygada Łączności Rządowej.

### Rudawica
- radiowe centrum nadawcze z centrum łączności kosmicznej (w budowie)

### Siedlce
- posterunek inspekcyjny komunikacji wojskowej

### Słotnica(Stargard Szczeciński)
- jednostka lotnicza podległa 239 DLM, jednostki tyłowe.
- Ruchomo Baza Remontowo-Techniczna.

### Sokołowo
- posterunek łączności WCz, podległy pod 25 batalion we Wrześni.

### Strachów/Pstrąże
- 510 samodzielny szkolny pułk czołgów (podporządkowanie PGW),
- 8 Orszański pułk czołgów gwardii,
- 76. Orszański pułk czołgów (część),
- 144. pułk zmechanizowany,
- 255 Wołgogradzko-Korsuński pułk zmechanizowany Gwardii,
- skład ładunków jądrowych.

### Strzegom
- 15 batalion kolejowy (część),
- 96 batalion r/techniczny

### Sypniewo(Gródek)
- 82. pułk zmechanizowany

### Szczecin
- 101. samodzielny batalion saperów,
- samodzielny batalion saperów,
- batalion łączności,
- szpital wojskowy

### Szczecinek
- 1082. pułk rakiet przeciwlotniczych,
- posterunek inspekcyjny komunikacji wojskowej PGW
- bazy, składy, stacje paliw

### Szprotawa
- 149. Dywizja Lotnictwa Bombowego
  - 85. pułk lotnictwa bombowego
  - 314. samodzielna eskadra śmigłowców
  - 339. batalion łączności,
  - samodzielny batalion zabezpieczenia technicznego lotniska,
- Ruchoma Baza Techniczna.

### Śniatowo
- lotnisko zapasowe (używane wspólnie z WP)

### Świdnica
- Dowództwo i Sztab PGW w latach 1984-1990,
- 1052 pułk artylerii samobieżnej (później Świętoszów),
- batalion łączności,
- 91 samodzielny batalion zabezpieczenia,
- 57 samodzielny batalion samochodowy,
- samodzielny batalion budowlany,
- 276 samodzielna kompania lotniskowo-techniczna,
- Tyłowy Ośrodek Szkoleniowy,
- szpital,

### Świętoszów
- 20 Zwienigorodzka Dywizja Pancerna
  - 8. Gwardyjski pułk czołgów, (później Strachów),
  - 76 Orszański pułk czołgów (część),
  - 155. Gwardyjski pułk czołgów,
  - 1052. pułk artylerii samobieżnej,
  - 459. pułk rakiet przeciwlotniczych,
  - 595. samodzielny dywizjon rakietowy,
  - 96. samodzielny batalion rozpoznawczy,
  - 206. batalion saperów,
  - 710. samodzielny batalion łączności,
  - 1082. samodzielny batalion zaopatrzenia,
  - 219. samodzielny batalion medyczny,
  - 70. samodzielny batalion remontowo naprawczy,
- baza MPS Łozy

### Świnoujście
- 24. Brygada Kutrów Rakietowo Torpedowych Floty Bałtyckiej
- 34. Brygada Kutrów Torpedowych
- Poduszkowce desantowe (stacjonowały czasowo, jaka jednostka)
- port wojenny
- 11. (??? liczba kwestionowana) basenów portowych
- bazy składy, stacje paliw
- osiedle mieszkaniowe dla wojska, znajdowało się tam kino, sklepy.

### Templewo
- Wojskowy Skład Specjalny 3003 "Wołkodar" – magazyn głowic nuklearnych.

### Toruń

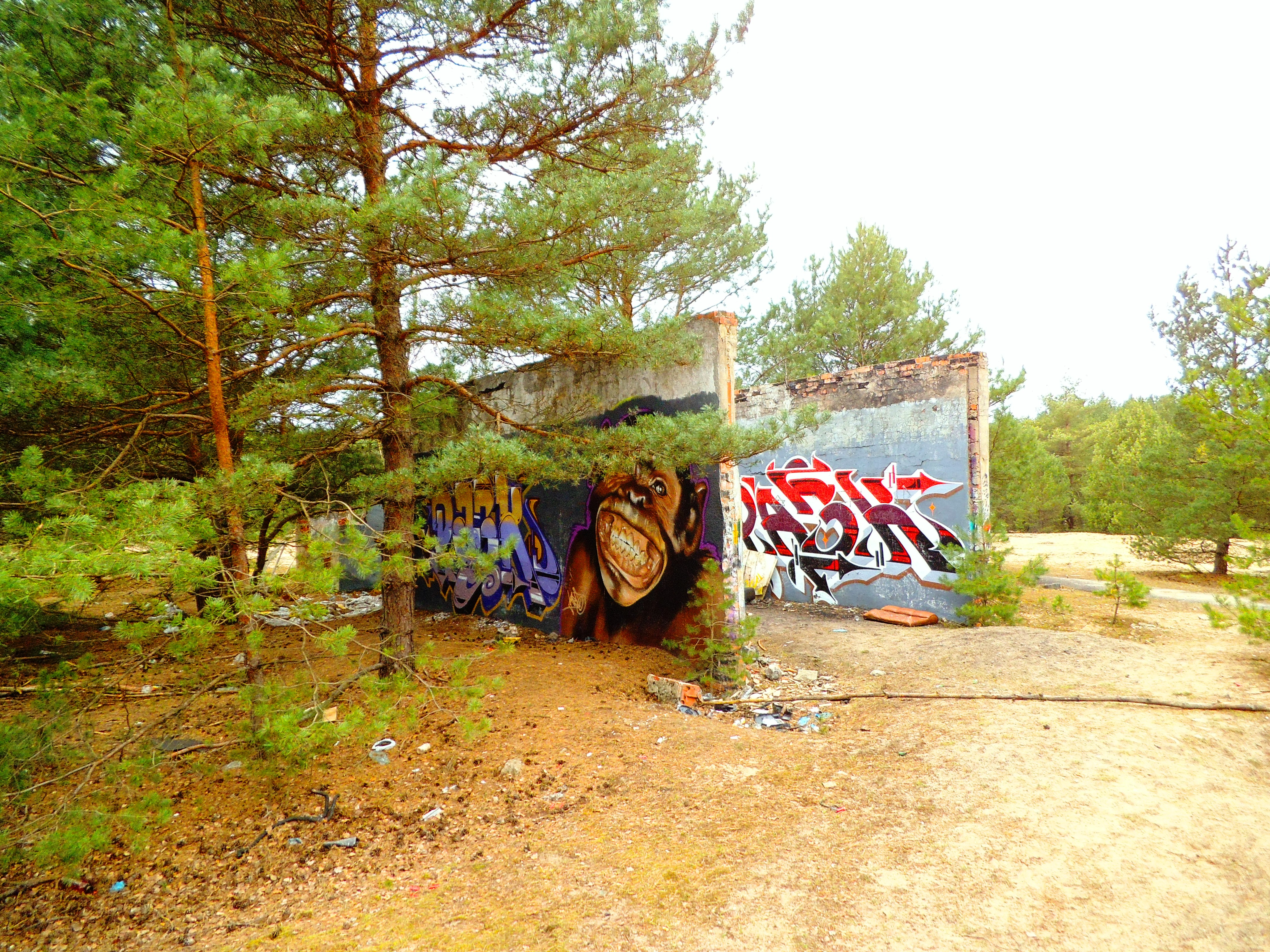
Fragment 899 składnicy amunicji i uzbrojenia lotniczego w Toruniu, stan z 2021 roku (Od 2010 roku powstaje tu 417-hektarowe osiedle, potocznie zwana JAR-em, które jest obecnie najbardziej dynamicznie rozwijającym się obszarem budownictwa mieszkaniowego w Toruniu)

- 902 samodzielny batalion pontonowy
- 899 składnica amunicji i uzbrojenia lotniczego

### Trzebień
- 140 Borysowska Brygada Rakiet Przeciwlotniczych,
- składy amunicji
- składy uzbrojenia

### Warszawa
- Przedstawicielstwo Naczelnego Dowództwa Zjednoczonych Sił Zbrojnych Państw Stron Układu Warszawskiego przy WP,
- Przedstawicielstwo Sił Powietrznych Sił Zbrojnych ZSRR,
- Przedstawicielstwo Komunikacji Wojskowej Armii Radzieckiej przy Sztabie Generalnym WP

### Wilkocin
- stanowisko dowodzenia PGW,

### Wólka Kałuska
- jednostka łączności,

Na jednym z najwyższych wzgórz w tych okolicach była jednostka łączności podległa dowództwu w Rembertowie. Na terenie jednostki stacja radarowa i maszt antenowy.

### Wrocław
- dowództwo garnizonu, siedziba GRU, szpital wojskowy (ul. Koszarowa)
- 587. batalion łączności radiowo-liniowej,
- batalion łączności,
- batalion łączności radiowo-liniowej,
- 164 samodzielny batalion obrony przeciwchemicznej (teraz ul. gen. Iwana Połbina) Widok na Wikimapia
- 246 samodzielny batalion samochodowy,
- 2234 Składnica Intendencka,
- warsztaty remontowe techniki pancernej i samochodowej (teraz ul. Piotra Czajkowskiego)
- skład artyleryjski,
- posterunek inspekcyjny komunikacji wojskowej PGW,

### Wędrzyn
- 5. Wyborski(od Wyborg) pułk pontonowy,
- 1038 samodzielny batalion pontonowo-mostowy,
- batalion saperów

### Września
- 25 samodzielny liniowo-eksploatacyjny batalion łączności bezpośredniej WCz KGB ZSRR

### Wschowa
- lotnisko (w budowie)

raczej lotnisko zapasowe koło wioski Łysiny na zachód od Wschowy

### Zbąszynek
- posterunek inspekcyjny komunikacji wojskowej

### Zimna Woda
- radiowe centrum odbiorcze (w budowie)

### Żagań
- 42. Tannenberski pułk lotnictwa bombowego
- 510 samodzielny batalion zabezpieczenia technicznego lotniska
- 600 samodzielny dywizjon rakiet plot
- baza paliw (Stara Kopernia)
- szpital wojskowy

## Cmentarze
Zmarli podczas stacjonowania w Polsce żołnierze radzieccy oraz członkowie ich rodzin chowani byli na samodzielnych cmentarzach w Bornem Sulinowie i Świętoszowie (w każdej z tych miejscowości były po 2 cmentarze) oraz na 9 wydzielonych kwaterach polskich cmentarzy cywilnych (w Białogardzie, Brzegu, Legnicy – 2 kwatery, Szczecinie, Szprotawie, Świnoujściu, Wrocławiu i Żaganiu). Łącznie pochowano na nich 1483 osoby.